# Grevillea buxifolia
Grevillea buxifolia är en tvåhjärtbladig växtart. Grevillea buxifolia ingår i släktet Grevillea och familjen Proteaceae.

## Underarter
Arten delas in i följande underarter:
- G. b. buxifolia
- G. b. ecorniculata
- G. b. phylicoides
- G. b. sphacelata